# Muota
La Muota è un fiume svizzero lungo circa 30 km che scorre nell'omonima valle (Muotatal) delle Alpi svizzere e sfocia nel Lago dei Quattro Cantoni presso Brunnen.

## Geografia
Il suo bacino è di circa 316 km². Il suo nome deriva da Muoth-Aa, che significa "Coraggioso Ache". In questo caso il termine Muot, va inteso nel suo significato originario di "intensa eccitazione" o "rabbia" e indica di conseguenza un fiume con un corso impetuoso.
La Muota ha inizio nel sud della Bisistha, attraversa il comune di Muotathal (da Hinterthal fino al confine con Ried), il comune di Svitto (nella frazione di Ibach) e il comune di Ingenbohl (nella sua frazione di Brunnen). Poco prima dello sfocio nel Lago di Lucerna, la Muota accoglie le acque del Nietenbach. 

## Storia
Con l'inondazione dell'agosto del 2005, il corso d'acqua s'ingrossò e in breve tempo la sua portata presso la stazione di misurazione di Brunnen salì a 433 m³/s, circa 21 volte la normale portata. A Ibach, il mattino del 23 agosto 2005, il fiume uscì dagli argini.